# Марко Мазіні
Марко Мазіні (італ. Marco Masini) (18 вересня 1964, Флоренція, Тоскана, Італія) — італійський співак. 

## Біографія
Брав участь у Фестивалі італійської пісні в Сан-Ремо (в 1990 році, посів перше місце в категорії нові імена, в 2004 році знову посів перше місце в категорії дорослі). Серед шанувальників отримав прізвисько Мазо. У 2005 році, Мазіні виступає на 55-му Фестивалі італійської пісні в Сан-Ремо, з піснею Nel Mondo дей Sogni (Світ снів), а також випускає альбом з назвою Giardino delle API («Сад бджіл»). У 2006 році, Мазіні спільно з Умберто Тоцці випускають альбом Tozzi Masini, який включає пісню дуетом T'innamorerai, а також шість пісень Тоцці.

## Альбоми
1. 1990 Marco Masini
2. 1991 Malinconoia
3. 1993 T’innamorerai
4. 1995 El cielo de virgo
5. 1996 L’amore sia con te
6. 1996 Mi amor allí estará
7. 1998 Scimmie
8. 2000 Raccontami di te
9. 2001 Uscita di sicurezza
10. 2003 Il mio cammino
11. 2004 Masini
12. 2004 Masini live
13. 2004 Ti racconto di me
14. 2005 Il giardino delle api
15. 2006 Ci vorrebbe il mare
16. 2006 Tozzi Masini
17. 2009 Il meglio di Marco Masini
18. 2009 L’Italia… e altre storie
19. 2010 Un palco lungo… 20 anni!
20. 2011 Niente d’importante